# Moteurs Buchet
Pour les articles homonymes, voir Buchet.

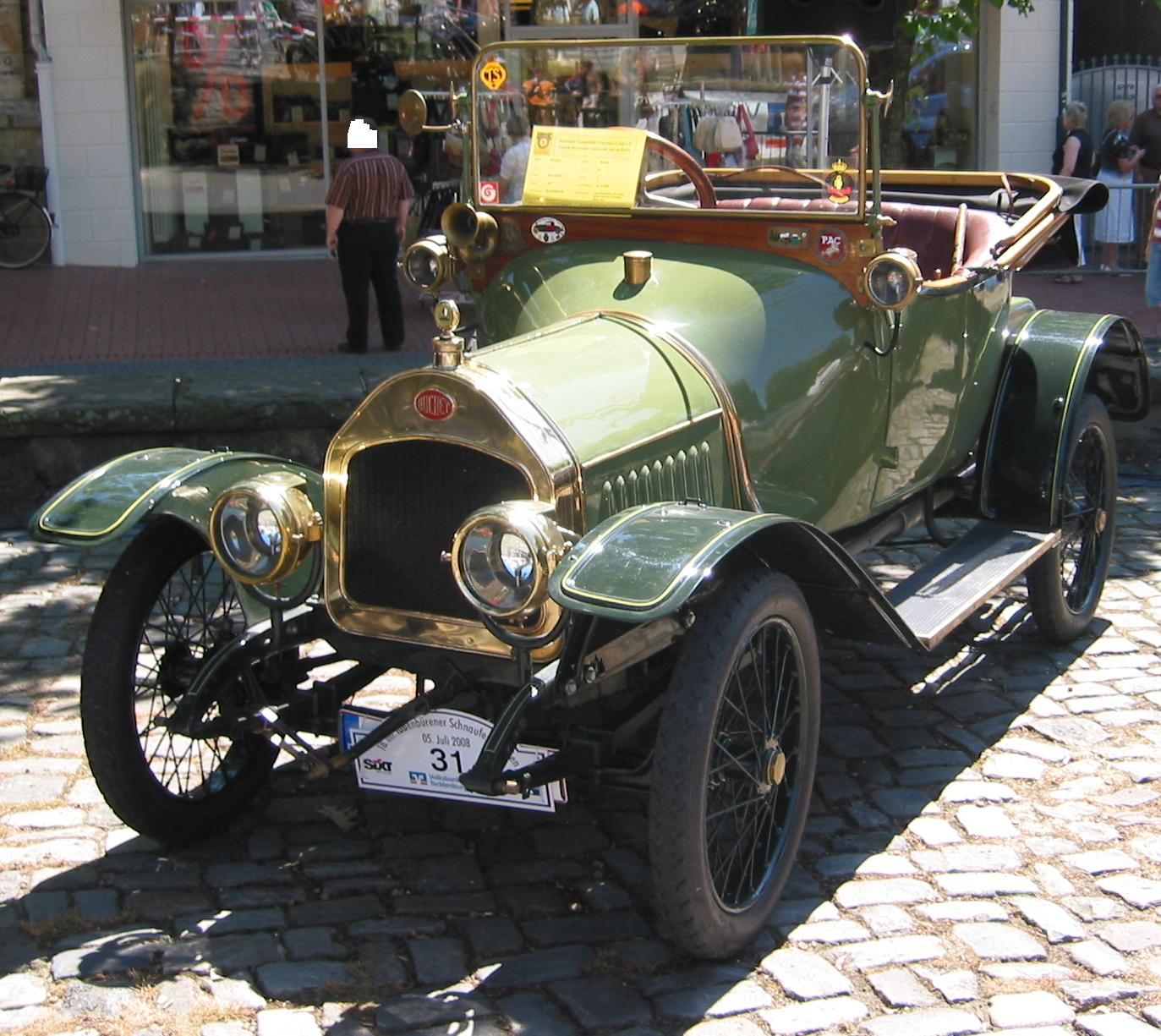
Automobile Buchet de 1912.

Buchet est un motoriste et fabricant automobile du début du XXe siècle.
Ses moteurs ont équipé toutes sortes de véhicules : automobiles, motocyclettes, avions, traineaux des neiges, etc.
Parmi ses clients, on compte :
- Alcyon ;
- Fouillaron ;
- Ferber ;
- Cornu ;
- Établissements Fournier ;
- Santos-Dumont ;
- Compagnie Générale d’Automobiles Van Langendonck
- Truffault, Moteur bicylindre de 2655 cm³, alésage 100 mm, course 130 mm [2]

Il fabriquera des automobiles dans les années 1910 et 1920.
La célèbre motogodille (un des premiers moteurs hors-bord réellement fonctionnel) lancée en 1905 par le baron Gabriel Trouche était équipée d'éléments mécaniques Buchet pour la partie thermodynamique, d'abord avec un cylindre aileté refroidi par air (technique motocycliste) puis par la suite d'un système de refroidissement par eau.